# Aecidium celmisiae
Aecidium celmisiae är en svampart som beskrevs av Rodway 1925. Aecidium celmisiae ingår i släktet Aecidium, ordningen Pucciniales, klassen Pucciniomycetes, divisionen basidiesvampar och riket svampar.   Inga underarter finns listade i Catalogue of Life.